# Tràgul de Java
El tràgul de Java (Tragulus javanicus) és una espècie d'artiodàctil de la família dels tragúlids. A la maduresa té la mida d'un conill. Viu a Java i el seu hàbitat natural són els boscos de plana tropicals humits. És un dels ungulats més petits del món.